# La Chapelle-Yvon
La Chapelle-Yvon (Ausspracheⓘ) ist eine ehemalige französische Gemeinde mit 535 Einwohnern (Stand: 1. Januar 2013) im Département Calvados in der Region Normandie.
Am 1. Januar 2016 wurde La Chapelle-Yvon im Zuge einer Gebietsreform zusammen mit vier benachbarten Gemeinden als Ortsteil in die neue Gemeinde Valorbiquet eingegliedert.

## Geografie
La Chapelle-Yvon liegt im Pays d’Auge. Rund zwölf Kilometer nordwestlich des Ortes befindet sich Lisieux. Das östlich gelegene Bernay ist gut 20 Kilometer entfernt. Die Orbiquet durchfließt La Chapelle-Yvon von Nordwesten kommend. Direkt östlich des Ortsgebiets beginnt das Département Eure.

## Bevölkerungsentwicklung
| Jahr                             | 1793 | 1836 | 1876 | 1926 | 1946 | 1975 | 1990 | 2013 |
| -------------------------------- | ---- | ---- | ---- | ---- | ---- | ---- | ---- | ---- |
| Einwohner                        | 317  | 559  | 568  | 402  | 376  | 440  | 525  | 535  |
| Quelle: Cassini, EHESS und INSEE |      |      |      |      |      |      |      |      |

## Sehenswürdigkeiten
- Schloss aus dem 17. Jahrhundert; der zugehörige Taubenturm ist seit 1927 als Monument historique klassifiziert[3]